# 4483 Petöfi
4483 Petöfi este un asteroid din centura principală, descoperit pe 9 septembrie 1986 de Liudmila Karacikina.